# Pierre Zimmer
Pierre Zimmer (15 de diciembre de 1927–22 de mayo de 2010) fue un director, actor, escritor, periodista y guionista cinematográfico de nacionalidad francesa.

## Biografía
Su nombre completo era Pierre Bernard Zimmer, y nació en París, Francia. 
Pierre Zimmer trabajó como actor en una treintena de producciones cinematográficas y televisivas. Su último papel llegó en la serie televisiva Navarro en el año 2001.
En 1951 fundó una compañía productora propia, Les Films du Chapiteau, con la que realizó su primer cortometraje, Montréal en Bourgogne.
En 1964, Jean Bescont y Frédéric Rossif rodaron un episodio de su Cinépanorama dedicado a Pierre Zimmer.
Pierre Zimmer falleció en Toulouse, Francia, en el año 2010.

## Filmografía

### Ayudante de dirección
- 1949 : Le Secret de Mayerling, de Jean Delannoy
- 1950 : Dieu a besoin des hommes, de Jean Delannoy
- 1951 : Le Garçon sauvage, de Jean Delannoy
- 1952 : La Minute de vérité, de Jean Delannoy
- 1953 : La Route Napoléon, de Jean Delannoy
- 1954 : Secrets d'alcôve (episodio Le Lit de la Pompadour), de Jean Delannoy
- 1955 : Chiens perdus sans collier, de Jean Delannoy
- 1956 : Marie-Antoinette reine de France, de Jean Delannoy
- 1956 : Notre-Dame de Paris, de Jean Delannoy
- 1959 : Maigret et l'Affaire Saint-Fiacre, de Jean Delannoy
- 1960 : A pleno sol, de René Clément

### Director y guionista
- 1951 : Montréal en Bourgogne
- 1952 : Vézelay, documental comentado por Pierre Fresnay
- 1953 : Bernard de Clairvaux
- 1954 : Le Chemin des Français
- 1955 : La Châtelaine de Vergi
- 1956 : Allô allô
- 1957 : Clarté dans la nuit
- 1958 : Gélinotte
- 1962 : Orly sur Seine
- 1962 : Donnez-moi dix hommes désespérés
- 1966 : Le Judoka agent secret

### Actor
- 1966 : Le Deuxième Souffle, de Jean-Pierre Melville
- 1970 : L'Eden et après, de Alain Robbe-Grillet
- 1975 : Les Cinq Dernières Minutes, episodio Patte et griffe, de Claude Loursais
- 1977 : Gloria, de Claude Autant-Lara
- 1978 : Comment se faire réformer, de Philippe Clair

### Premios y distinciones
Festival Internacional de Cine de Berlín
| Año  | Categoría                                | Película                         | Resultado |
| ---- | ---------------------------------------- | -------------------------------- | --------- |
| 1962 | Mejor largometraje adecuado para jóvenes | Donnez-moi dix hommes désespérés | Ganador   |